# قشدة مخفوقة
القشدة المخفوقة أو الكريمة المخفوقة أو الخفيقة (بالإنجليزية: Whipped cream)‏ هي قشدة تضرب بالخلاط، أو بالمخفقة، أو بالشوكة حتى تصبح خفيفة ومنفوشة وحجمها يكون ضعف حجمها الاصلي.
تكون القشدة المخفوقة غالبا حلوة وفي بعض الأحيان مع نكهة الفانيليا وتسمى أحيانا كريمة شَنتِلّي (crème Chantilly).

## معرض صور

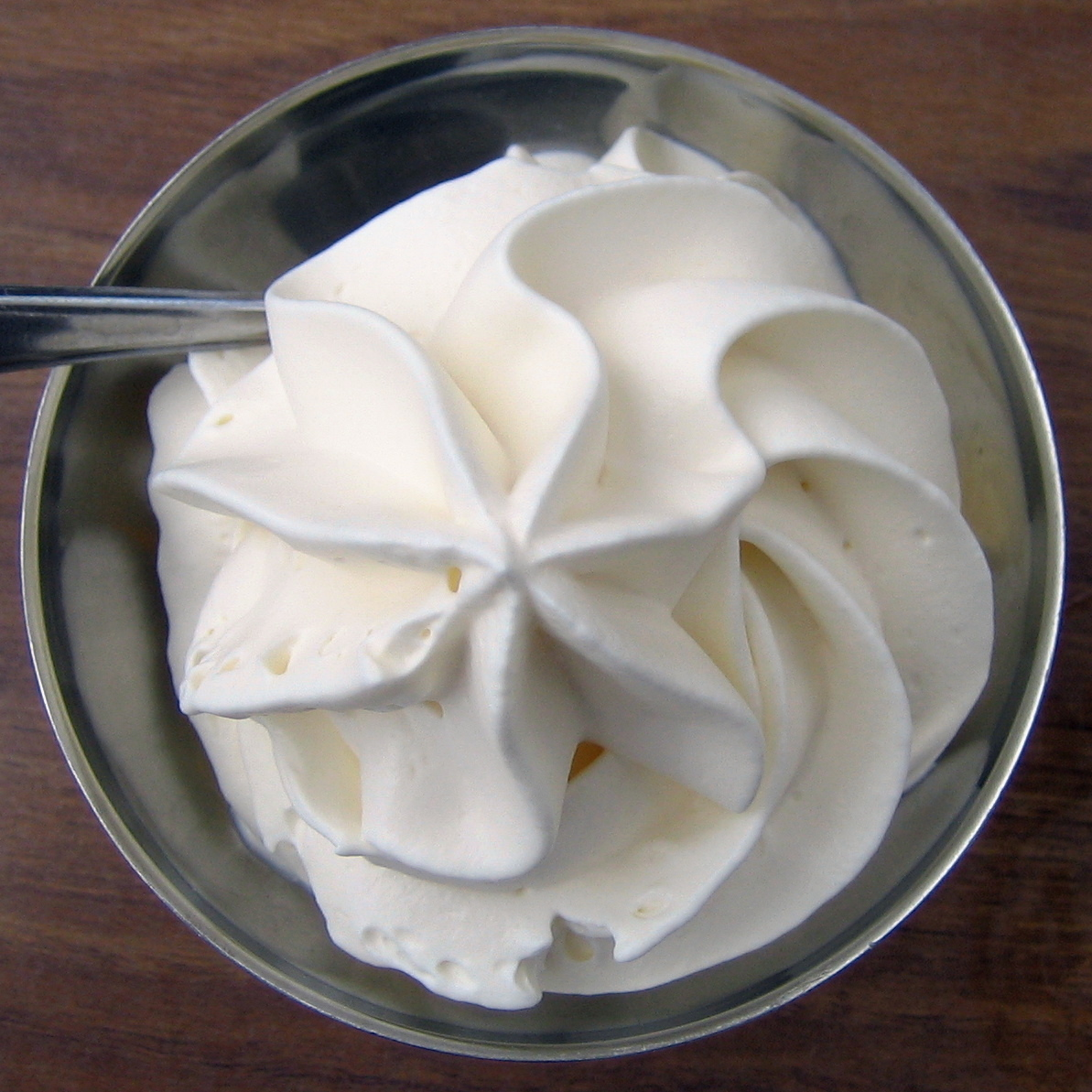
كريمة شانتيلي وهي تسمية فرنسية للكريمة المخفوقة.
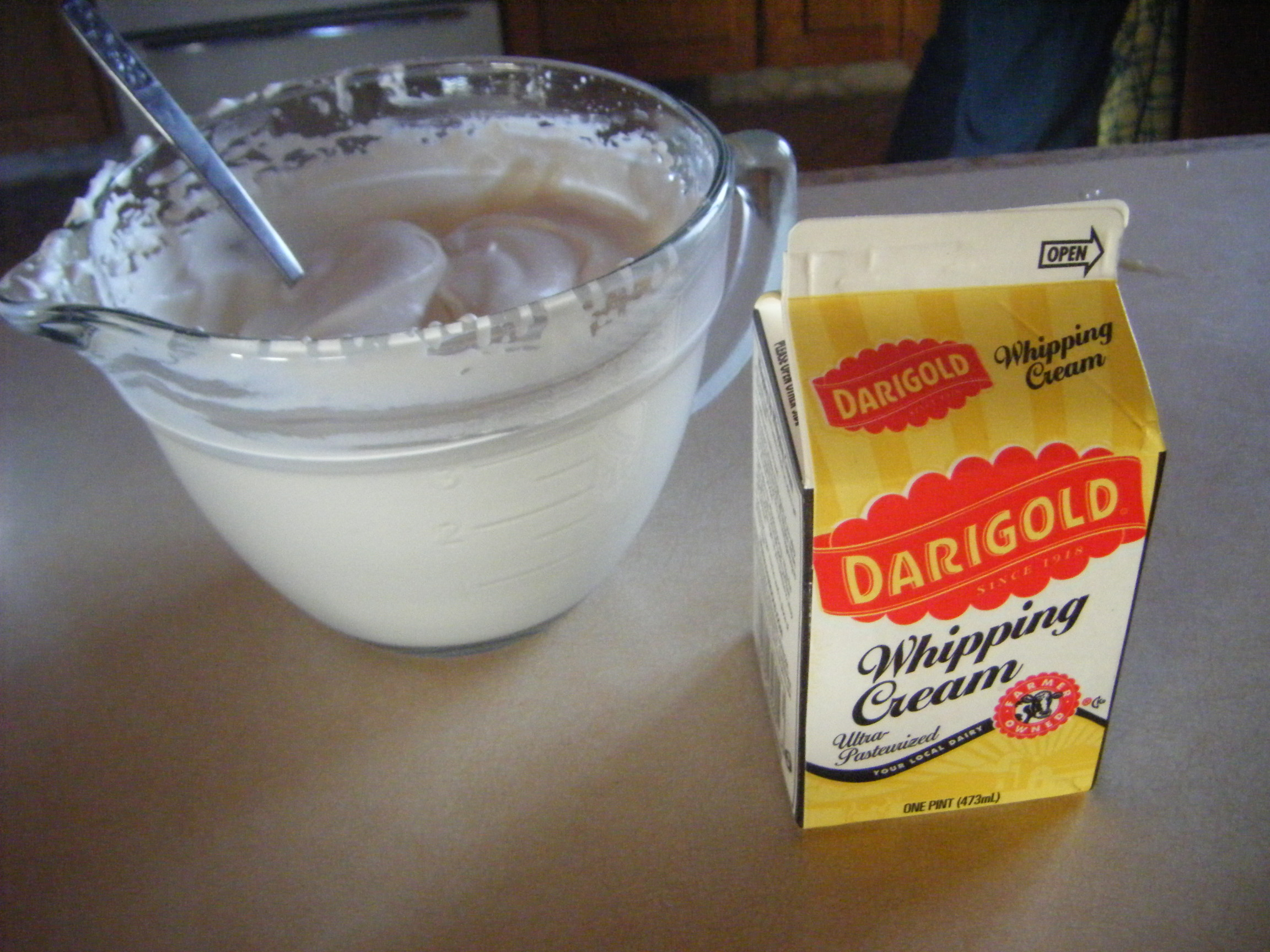
كريمة الخفق (Whipping Cream) أو الكريمة السائلة[4][5] تكون سائلة مثل الحليب قبل الخفق. ينبغي التمييز بينها وبين الكريمة المخفوقة (Whipped cream). طبعاً هناك أنواع أخرى مثل كريمة الخفق الثقيلة (Heavy Whipping Cream).
كريمة الرش (Aerosol Cream)، واحدة من أنواع الكريمات الفورية.
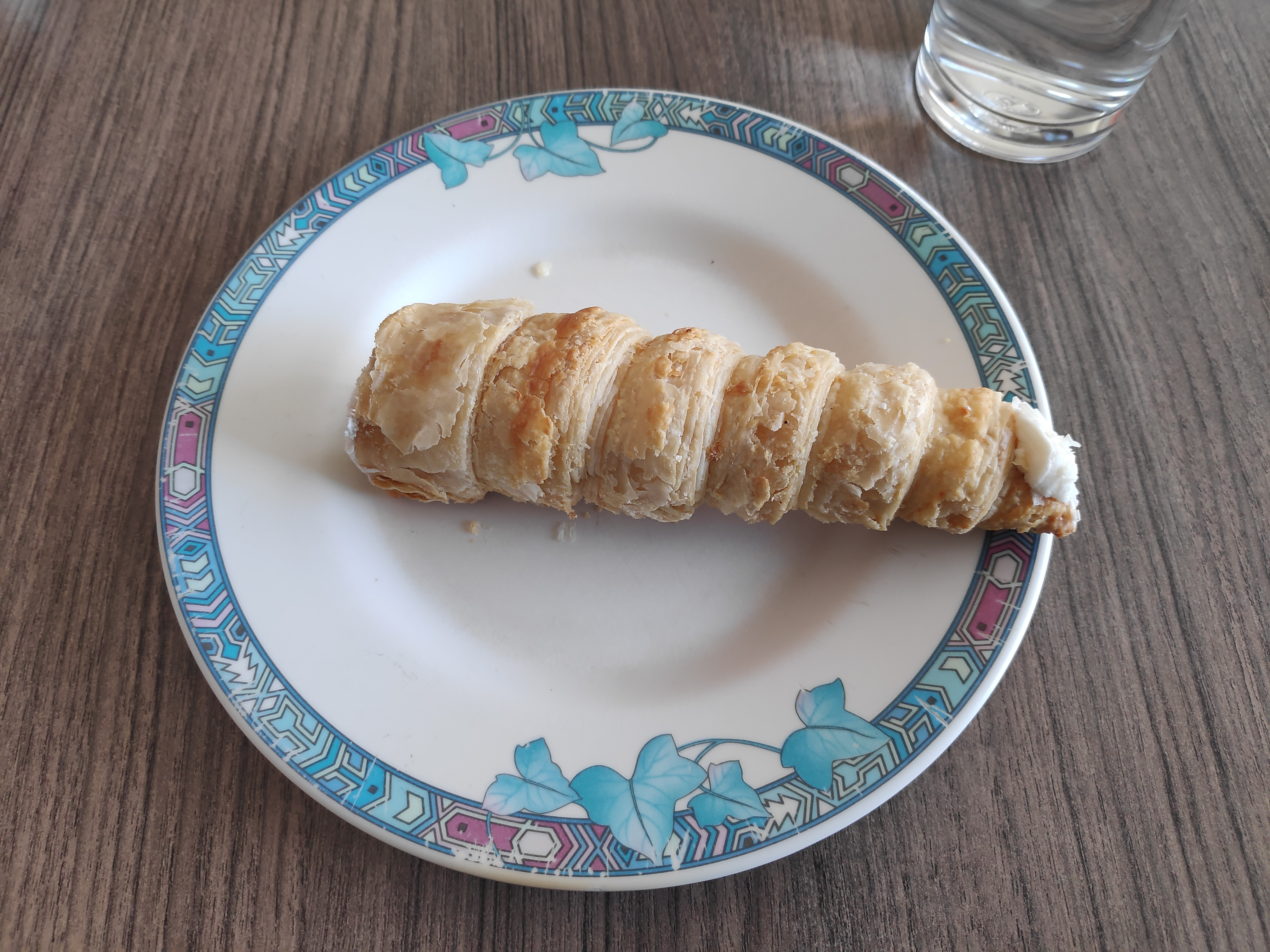
حلوى قرن الكريمة بحشوة القشدة المخفوقة.
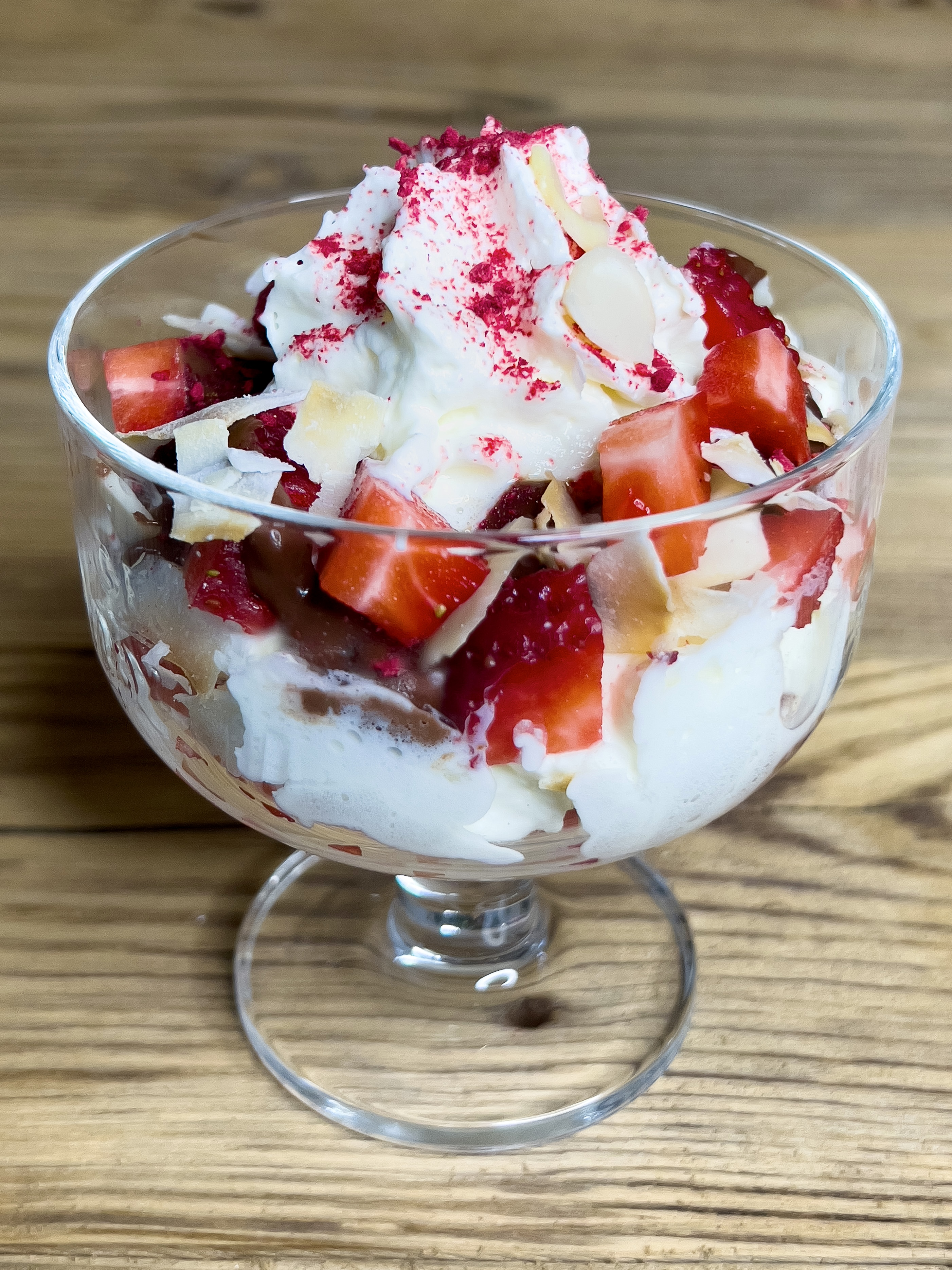
أكلة مكونة من القشدة المخفوقة مع المكسرات والتوت والفواكه.
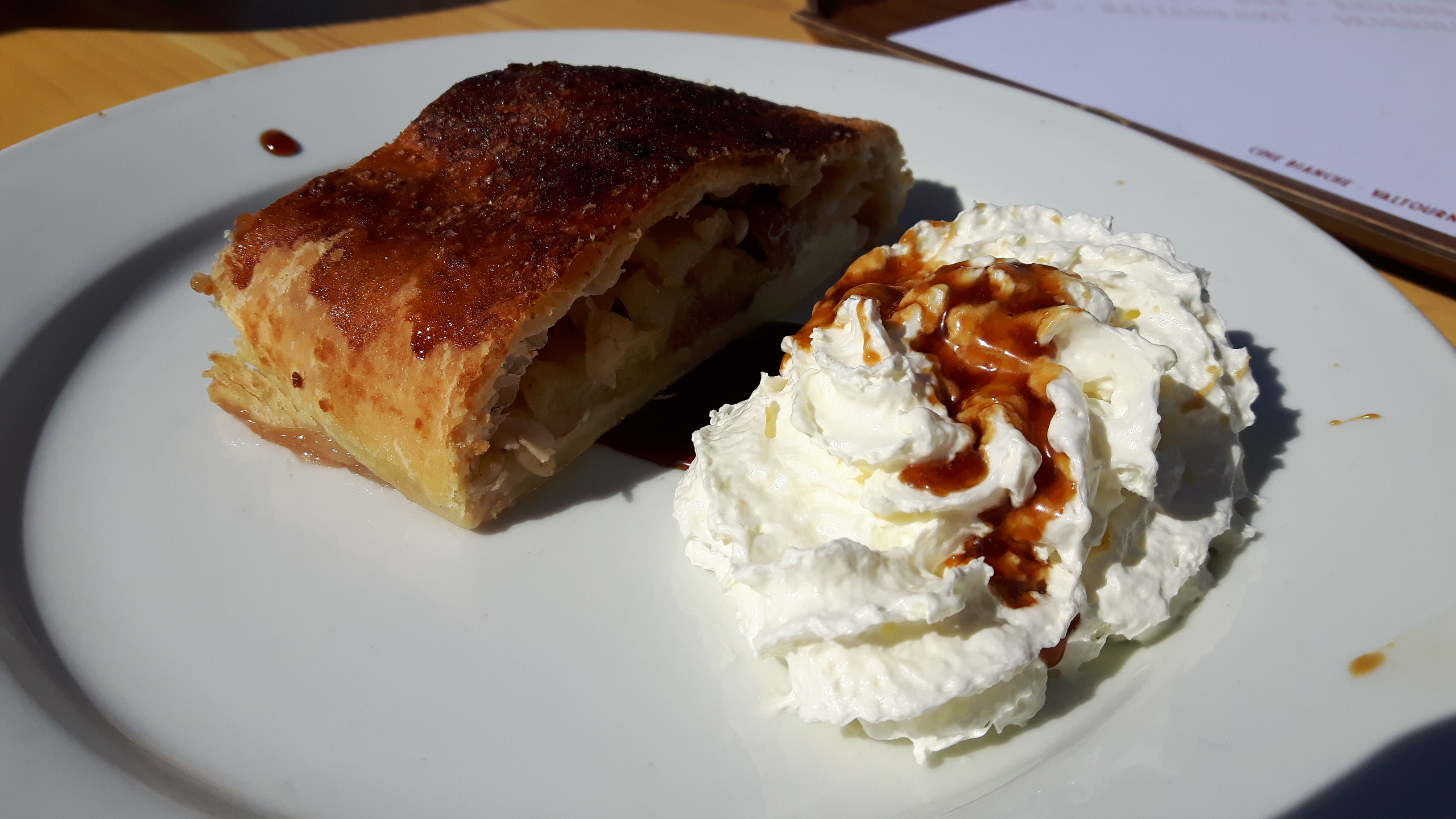
حلوى شترودل التفاح [الإنجليزية] وهي أشبه بفطيرة التفاح، مع قشدة مخفوقة.
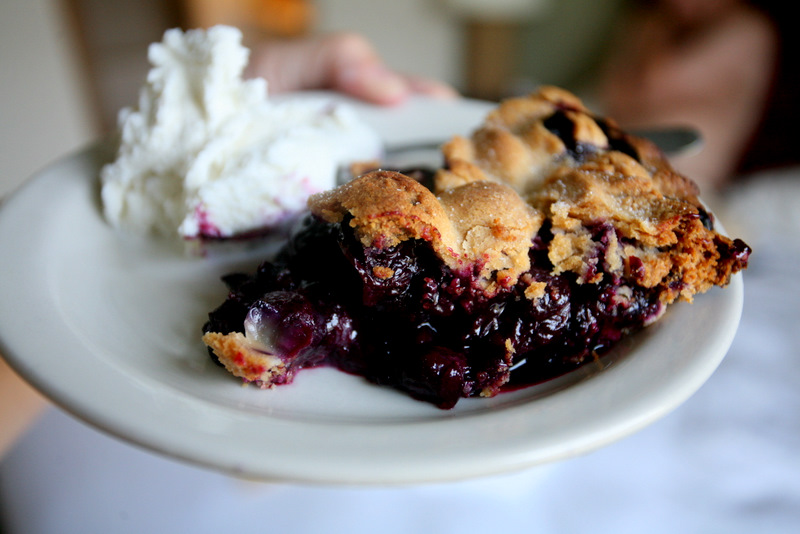
شريحة من فطيرة التوت الأزرق [الإنجليزية] مع قشدة مخفوقة.
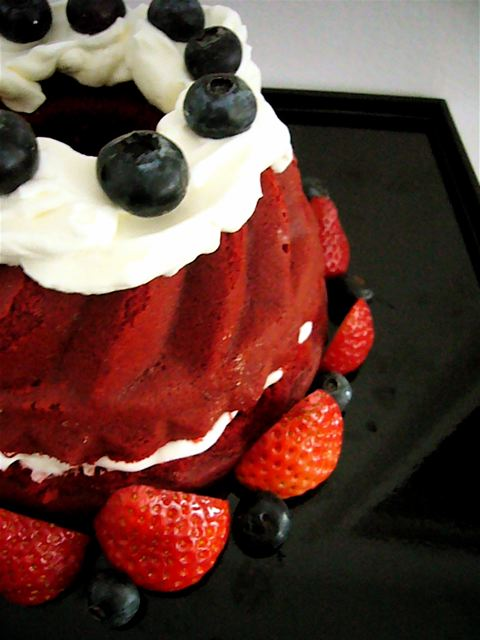
كعكة الخمل الأحمرالمعروفة بالكعكة المخملية الحمراء، مع قشدة مخفوقة وتوت أزرق وفراولة.
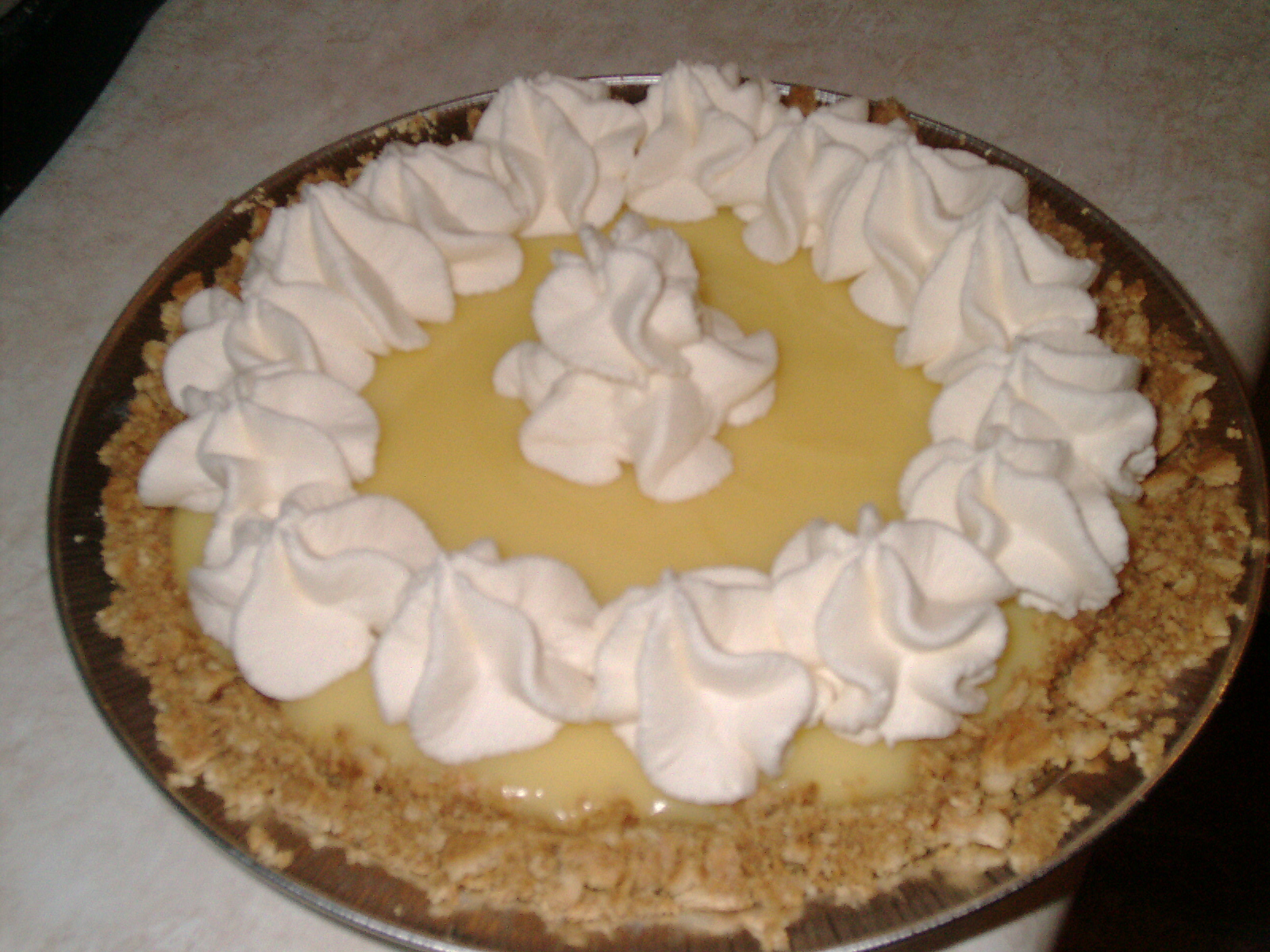
فطيرة كريمة الموز [الإنجليزية] تم استعمال القشدة المخفوقة لتغطيتها وتزيينها.
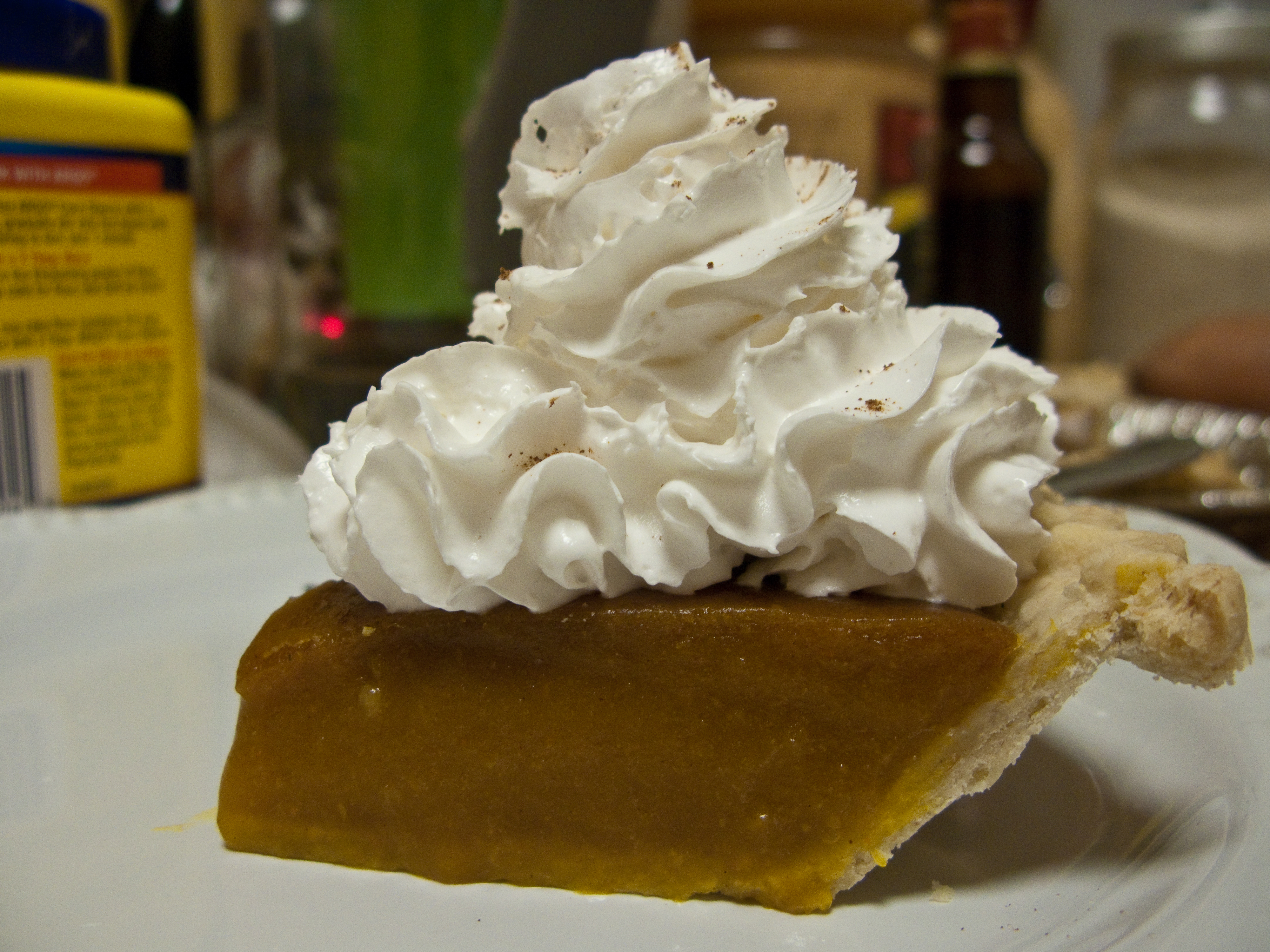
شريحة من فطيرة اليقطين يعلوها الكثير من القشدة المخفوقة.
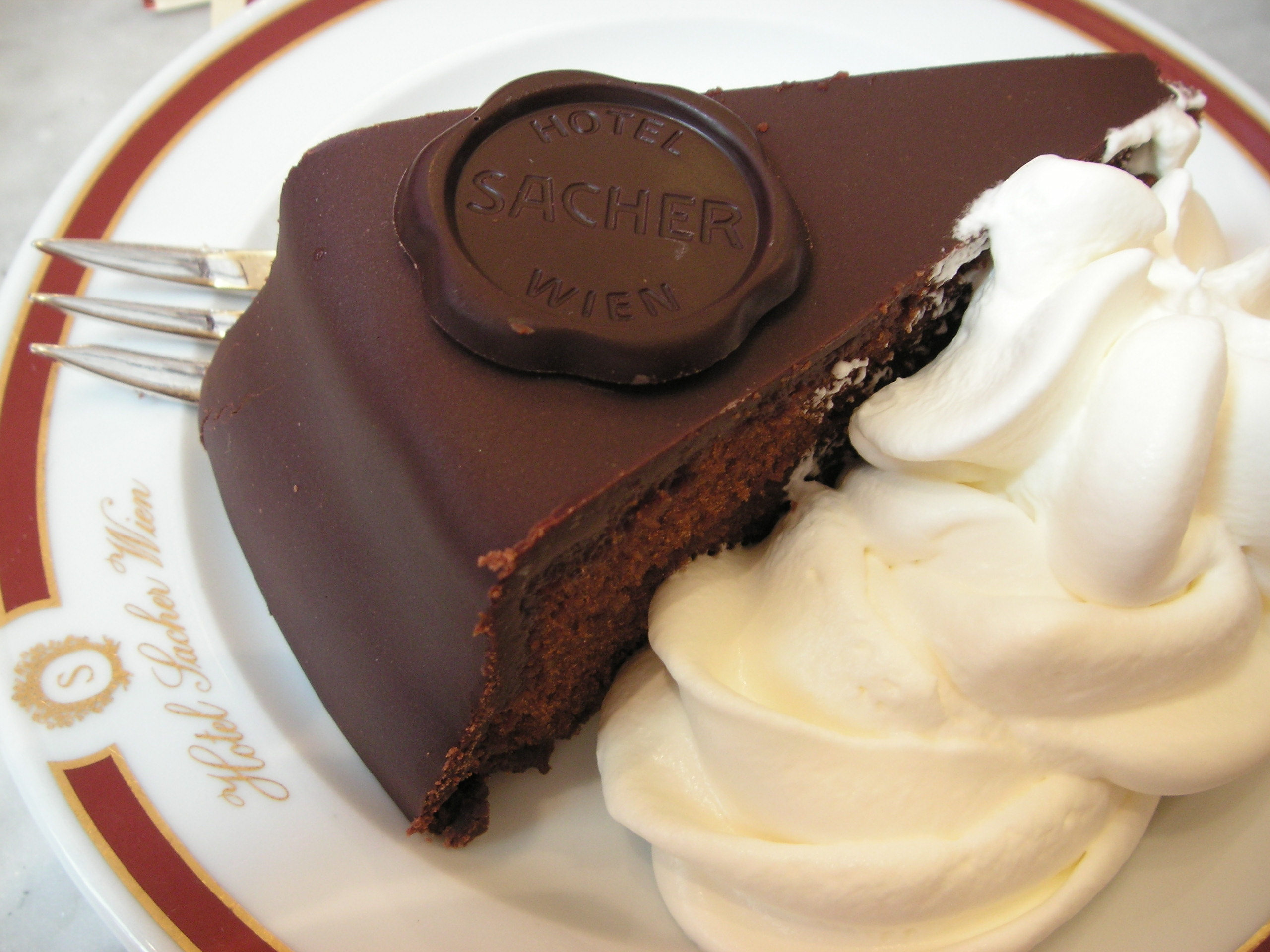
حلوى تورتة زاخر مع القشدة مخفوقة.
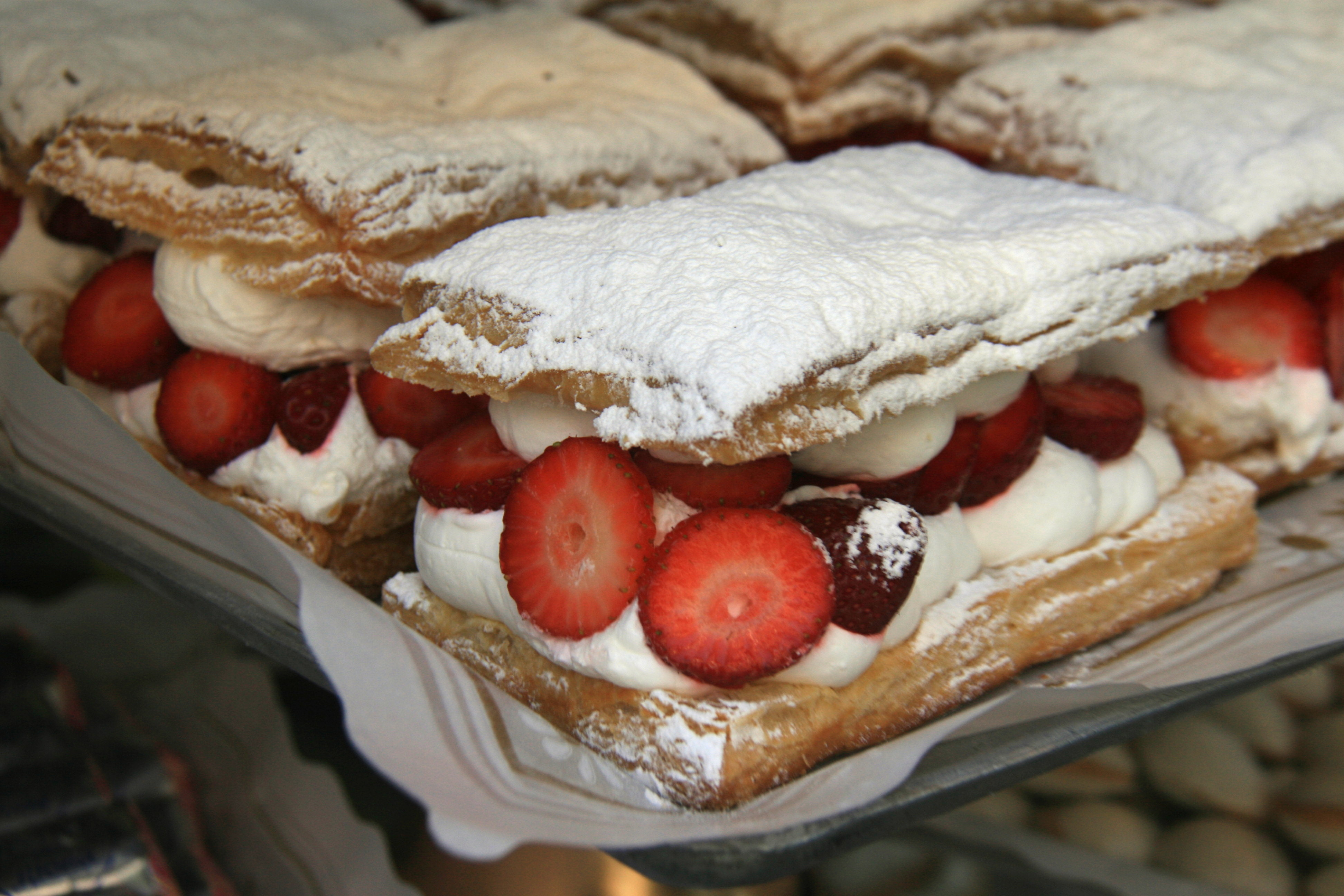
عجينة منتفخة بالفراولة والقشدة المخفوقة.
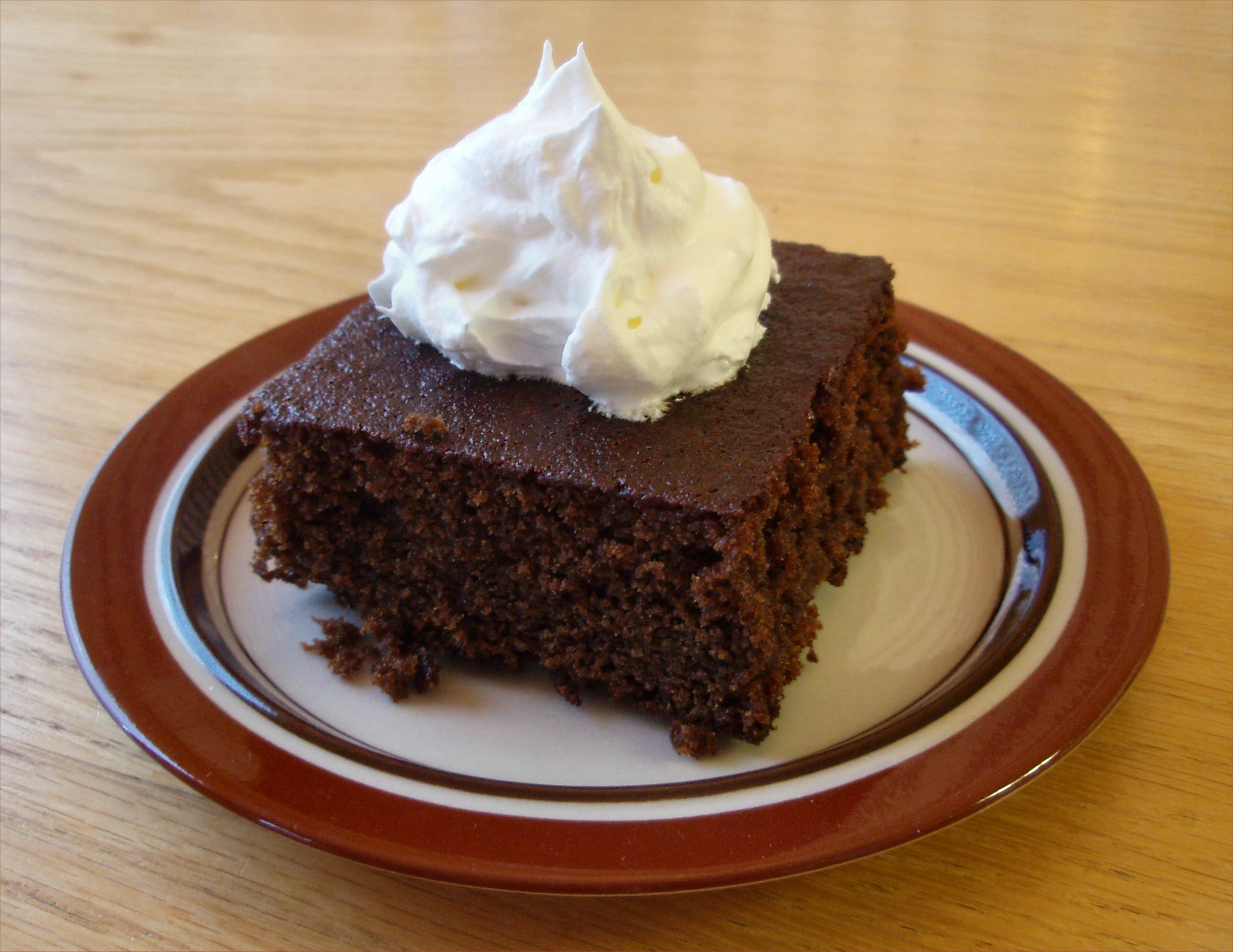
كعكة زنجبيل (Cake Gingerbread) مع القشدة المخفوقة.
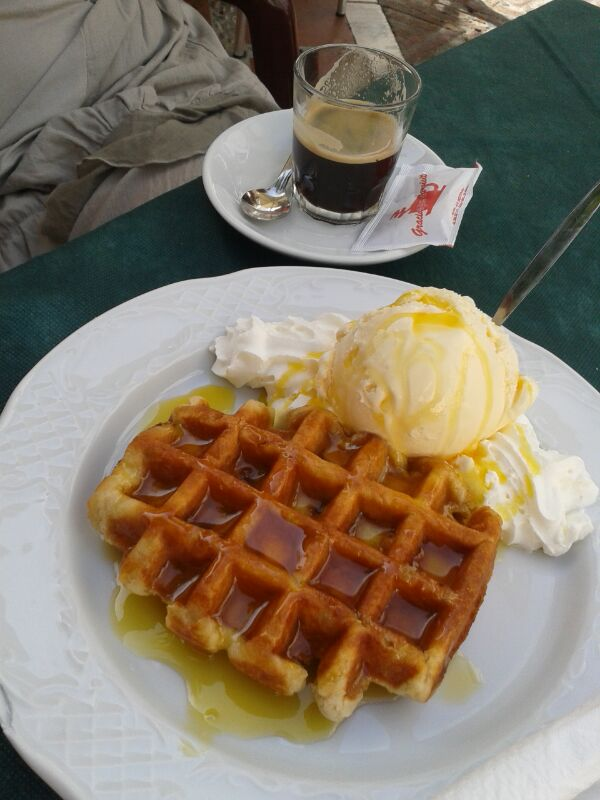
حلوى الوافل مع المُثلجات والقشدة المخفوقة.

## الأضرار الصحية والمخاطر
تحتوي الكريمة المخفوقة الاصطناعية عادة على خليط من الزيت المهدرج جزئيًا [الإنجليزية] والمحليات والماء والمثبتات والمستحلبات المضافة لمنع التآزر الكيميائي [الإنجليزية]. ولأغراض التنظيم، يُطلق على هذا في الولايات المتحدة اسم "تغطية الزيت الصالح للأكل المخفوق". 